# 돌돔
돌돔(Oplegnathus fasciatus)은 검정우럭목 돌돔과에 속하는 대형 육식 물고기이다. 식용이나 낚시 대상으로 인기가 많다. 농어목으로 분류하기도 한다. 한국, 일본 연해에 많이 분포한다. 일반적으로 북서태평양이 원산지이지만 하와이, 칠레 등 동부 태평양의 다른 지역에서도 기록이 남아 있다. 최근 지중해 중부에서 선박평형수를 통해 유입된 것으로 추정되며 몰타에서 아드리아해 북부까지 매우 드물게 발견된다. 이 종에 대한 보호 상태는 명시되어 있지 않지만, 많은 아시아 국가에서 소비와 낚시를  목적으로 양식되고 있어 흔한 종으로 추정된다.
돌돔은 바위 암초에서 서식하며 수심 1~10m(3~33피트)에서 발견된다. 이 종의 어린 개체들은 떠다니는 해초 덩어리와 함께 발견될 수 있다. 이 종은 전체 길이가 80cm(31인치)에 달할 수 있으며, 이 종의 기록된 최대 무게는 6.4kg(14파운드)이다. Oplegnathus 과의 모든 종과 마찬가지로, 돌돔은 이빨이 융합되어 부리와 같은 구조를 가지고 있다. 돌돔의 가장 큰 식별 가능한 특징 중 하나는 몸의 양쪽을 따라 있는 7개의 세로로 나 있는 검은색 줄무늬인데, 이 줄무늬에서 이름이 유래되었다. 특유의 첫 번째 줄무늬는 물고기의 눈 위에서 시작하고 마지막 줄무늬는 꼬리지느러미 쪽으로 좁아지는 몸에 있다. 꼬리지느러미 끝도 일반적으로 검은색이다.
전체적으로 이 물고기는 검은 줄무늬와 흰색/회색의 단색 몸 색으로 쉽게 식별할 수 있지만, 큰 성체 수컷은 검은 주둥이에 줄무늬가 없는 것이 관찰되기도 한다. 등지느러미와 뒷지느러미는 몸통의 뒤쪽 부분에, 가슴지느러미와 배지느러미는 물고기의 중앙보다 앞에 있다. 이 종의 성어는 부리 모양의 입 구조를 이용해 갑각류와 연체동물과 같은 딱딱한 껍질을 가진 무척추동물을 효과적으로 먹지만, 어린 개체는 동물성 플랑크톤에 크게 의존한다. 상업적으로 중요한 종으로서, 많은 동아시아 국가에서 어업, 양어장, 유전자 분석 또는 더 큰 물고기를 생산하고 더 나은 식량 공급원을 얻기 위한 선택적 번식 등 다양한 목적으로 양식되고 있다.

## 지리적 분포
돌돔은 하와이 제도, 일본, 오사와라 제도 등 서태평양에 서식하는 고유종이다. 일반적으로 돌돔은 해안 암초를 따라 서식하지만, 어린 돌돔은 주요 먹이원인 동물성 플랑크톤이 풍부하고 잎이 은폐처 역할을 하는 해초가 덮여 있는 지역에서 자주 발견된다. 일반적으로 이 물고기는 연체동물이나 갑각류와 같은 먹이원을 위한 쉼터와 서식지를 제공할 수 있는 암초, 잔해 및 기타 구조물을 따라 최대 10미터 깊이의 수심에 서식한다.
2011년 일본에서 발생한 쓰나미로 인해 태평양 전역에 막대한 양의 잔해가 바다로 흘러갔다. 그 잔해 중 두 척의 어선이 워싱턴주 롱비치에 떠밀려 왔는데, 그 중에는 최소 5마리의 돌돔 개체가 서식하고 있었다. 이 5마리 중 한 마리는 오리건주 해변에 있는 해변 수족관에 박물관에 전시되어 있다. 그 이후로 2015년 캘리포니아주 몬터레이 카운티와 오리건주 커리 카운티에서 드물게 돌돔을 목격하는 사례가 보고되었다.

## 양식에서의 돌돔
많은 동아시아 국가(주로 중국과 일본)에서는 상업적 판매 및 관련 여가 활동을 포함한 다양한 목적으로 돌돔을 양식하고 있다. 돌돔 양식의 대부분은 참다랑어 부화장의 사료 공급을 목적으로 양식된 결과다. 최근 수산양식은 동중국해의 저우산해 지역 전체에 걸쳐 돌돔 토착 개체군을 지원하는 방향으로 전환되었다. 이는 돌돔을 식재료로 수확해야 한다는 압박 때문이다. 이러한 양식의 결과로 돌돔은 더 큰 어종을 생산하기 위해 선택적으로 번식되었다.
최근몇 년 동안, 자연 서식지에 부화장 어류가 지속적으로 유입되면서 돌돔의 유전적 변이가 감소하고 있는지 조사하기 위한 연구가 진행되었다. 연구 결과에 따르면, 자연 개체군과 양식 개체군 사이에 유전적 차이가 있었지만 약 3분의 1의 자연 개체군에서도 유전적 변이가 발견되었다.이는 단기적으로 즉각적인 영향은 없을 수 있지만, 개체군에 대한 지속적인 모니터링이 필요하다는 것임을 시사한다.
양식장에서 돌돔 양식 시 극복해야 할 가장 큰 과제 중 하나는 종 전체에 병원성 침입으로 인한 피해를 예방하거나 제한하는 것이다. 1988년, 한국의 참돔 개체군에서 red sea bream iridovirus (RSIV)가 관찰되어 많은 실험 개체군에서 대량 폐사가 발생했다. 또한 최근 연구에 따르면 RSIV와 다른 iridovirus는 같은 속 어류 간 전염성이 높을 뿐만 아니라 다른 속 어류도 감염시킬 가능성이 있는 것으로 추정된다.